# Luis Gil
Luis Gil (nascido em 14 de Novembro de 1993 em Garden Grove, California) é um jogador de futebol que joga pelo Real Salt Lake na Major League Soccer.